# GR 8
GR 8 (المعروفة أيضا باسم UGC 8091) هي مجرة قزمة غير منتظمة غنية بالغاز. في عام 1995 تولستوي إلين وآخرون. قدروا المسافة إلى GR 8 بحوالي (مع تطبيق تصحيح هيباركوس لعام 1997) ~7.9 مليون سنة ضوئية من الأرض. ولا يزال هناك سؤال مفتوح حول ما إذا كانت عضوا في المجموعة المحلية. وقد تم اكتشافها في مرصد ليك باستخدام مرسام فلكي 20 بوصة في عام 1946, 1947, أو 1951.

## وصلات خارجية
- GR 8 على موقع ويكي سكاي: DSS2, SDSS, GALEX, IRAS, Hydrogen α, X-Ray, Astrophoto, Sky Map, Articles and images